# 서울보건대학
서울보건대학(서울保健大學, Seoul Health College)은 경기도 성남시 수정구에 있었던 대한민국의 사립 보건 전문대학이었다. 보건계열 특성화가 되어 있었으나, 2006년 동일 재단 대학인 을지의과대학교와 통합하여 을지대학교로 개편되었다.
서울보건대학의 교사는 현재 을지대학교 성남캠퍼스로 사용중이다.

## 연혁
- 1967년 3월 21일: 서울보건학교 설립
- 1967년 4월 12일: 개교
- 1970년 2월 7일: 서울보건전문학교로 개편
- 1979년 1월 1일: 서울보건전문대학으로 개편
- 1990년 1월 1일: 현 교사로 이전
- 1998년 5월 1일: 서울보건대학으로 교명 변경
- 2006년 12월 20일: 을지의과대학교와 통합으로 인한 폐교

## 같이 보기
- 을지대학교